# Kraftwerk Passau-Ingling
Das Kraftwerk Passau-Ingling ist ein Laufwasserkraftwerk am unteren Inn, das von der Grenzkraftwerke GmbH (GKW) betrieben wird. Eigentümer des Kraftwerks ist die Österreichisch-Bayerische Kraftwerke AG (ÖBK). Das Kraftwerk befindet sich auf dem Gebiet der Gemeinden Passau (Niederbayern) und Schardenberg (Oberösterreich). Es ist die letzte Staustufe am Inn vor dem Zusammenfluss des Inns mit der Donau.

## Geschichte
Erste Überlegungen, die Wasserkraft des Inns zur Gewinnung von Elektrizität zu nutzen, gehen bis auf das Jahr 1908 zurück. In den Jahren 1918–1931 gab es diverse Pläne, darunter auch die Errichtung weiterer Ausleitungskraftwerke nach dem Vorbild des Kanalkraftwerkes Töging und des dafür errichteten Innkanals. 1936 wurde von der Siemens-Schuckertwerke AG ein Entwurf zum Bau von fünf Wasserkraftwerken am unteren Inn vorgelegt, der ebenfalls noch Kanalkraftwerke vorsah. 1938 legte die Siemens-Schuckertwerke AG dann einen modifizierten Rahmenplan vor, der für die weitere Entwicklung maßgeblich war und der auf Kanalkraftwerke verzichtete (mit Ausnahme des Kraftwerks Schärding-Neuhaus, das weiterhin als Kanalkraftwerk geplant war). Die Lage der fünf Staustufen am unteren Inn, wie sie während und nach dem Zweiten Weltkrieg verwirklicht wurden, folgt im Prinzip diesem Rahmenplan von 1938.
Mit dem Beginn der Errichtung der Aluminiumhütte Ranshofen im Juli 1938 wurde die Innwerk AG beauftragt, die Kraftwerke Ering-Frauenstein und Egglfing-Obernberg gemäß dem Rahmenplan von 1938 zur Stromversorgung der Aluminiumhütte zu errichten. Diese Kraftwerke gingen 1942 bzw. 1944 in Betrieb. Der 1942 begonnene Bau des Kraftwerks Braunau-Simbach wurde dagegen nach einigen Monaten eingestellt.
Am 16. Oktober 1950 wurde durch ein Regierungsübereinkommen zwischen Österreich und Bayern die ÖBK mit dem Ziel gegründet, die Wasserkraft am unteren Inn weiter auszubauen. Nach der Errichtung des Kraftwerks Braunau-Simbach von 1951 bis 1954 folgte der Bau des Kraftwerks Schärding-Neuhaus von 1959 bis 1962. Während des Baus von Schärding-Neuhaus wurde bereits mit der Projektierung des Kraftwerks Passau-Ingling als dem letzten am unteren Inn zu errichtenden Kraftwerk begonnen.
Der Konzessionsentwurf für das Kraftwerk wurde am 1. August 1961 eingereicht. Am 10. Oktober 1962 wurde dann der Bescheid vom zuständigen Bundesministerium erlassen. Mit den Bauarbeiten wurde noch im Oktober 1962 begonnen. Am 17. Juli 1965 ging mit der ersten Turbine das Kraftwerk Passau-Ingling als drittes Kraftwerk der ÖBK in Betrieb (am 4. Februar 1966 folgte dann die letzte der insgesamt vier Maschinen).

## Konstruktion
Das Kraftwerk besteht aus einer Wehranlage mit fünf Wehrfeldern, einem Trennpfeiler sowie einem Krafthaus mit vier Turbinen und den vier zugehörigen Generatoren.
Die fünf Wehröffnungen sind auf der österreichischen Seite des Inns angeordnet. Jede der fünf Öffnungen ist 23 m breit und jeder der vier dazwischenliegenden Pfeiler misst in der Breite 6 m, d. h. die gesamte Wehrbreite beträgt 139 m. Die Abmessungen entsprechen dabei denen der Anlagen der Kraftwerke Braunau-Simbach und Schärding-Neuhaus. Die Wehrpfeiler sind auf einem 38,65 m langen Betonfundament (Wehrsohle) errichtet, das auf dem Fels gegründet ist. Die Stärke dieser Wehrsohle beträgt 2,70 m auf der Oberwasserseite und ist in diesem Bereich noch zusätzlich mit Felsankern (Länge 3,40 bis 6,60 m) im Felsgestein verankert. Auf der Unterwasserseite ist die Wehrsohle als Tosbeckensohle nur 1,70 m stark. Als oberwasserseitige Dichtung und als unterwasserseitiger Kolkschutz wurde jeweils ein Betonsporn 5,50 m tief in den Felsuntergrund errichtet.
Der Trennpfeiler zwischen dem Wehrfeld und dem Krafthaus hat eine Länge von 48 m und eine Breite von 8 m.
Das Maschinenhaus besteht aus vier Blöcken mit je 23,5 m Breite, die auf Fels gegründet sind. Es befindet sich auf der bayerischen Seite des Inns. Jeder Block enthält einen Maschinensatz (Turbine mitsamt dem zugehörigen Generator) sowie Einlaufspirale und Saugrohr.
Wie die übrigen Kraftwerke am unteren Inn verfügt die Staustufe Passau-Ingling nicht über eine Schleuse. Jedoch wurde bei der Projektierung des Kraftwerks die nachträgliche Errichtung einer 150 m langen und 12 m breiten Schleusenkammer am rechten Ufer bereits berücksichtigt.
Flussaufwärts wird der für die Energiegewinnung nutzbare Stauraum vom Kraftwerk Schärding-Neuhaus begrenzt.

## Elektrotechnische Anlagen
Die Stromerzeugung erfolgt durch vier Kaplan-Turbinen mit vertikaler Welle und jeweils max. 22,2 MW Leistung, die in einem Maschinenhaus untergebracht sind. Der Laufraddurchmesser der Turbinen beträgt 6,3 m. Die Turbinen haben je fünf Flügel und ihre Nenndrehzahl liegt bei 75/min. Bei einer Wasserführung von 746 m3/s werden bei einer Fallhöhe von 10,0 m durch die vier Turbinen insgesamt 64,7 MW bereitgestellt. Die zugehörigen Generatoren haben eine Generatornennspannung von 10,5 kV, eine Nennfrequenz von 50 Hz und eine Nenndrehzahl von 75/min. Das Polrad eines Generators wiegt 165 t, der Stator wiegt 88 t.
In der Schaltanlage wird die Generatorspannung von 10,5 kV mittels Maschinentransformatoren auf 110 kV hochgespannt, um dann in die (ehemaligen) Netze von Bayernwerk AG, Innwerk AG und Verbund AG eingespeist zu werden. Die Schaltanlage befindet sich auf der bayerischen Seite.

## Errichtungskosten
Die Gesamtkosten der Errichtung der Staustufe betrugen 153,5 Mio. DM. Die Kosten sind dabei wie folgt angefallen:
|                            | Mio.  | %     |
| -------------------------- | ----- | ----- |
| Grunderwerb                | 11,7  | 7,6   |
| Projektierung              | 3,2   | 2,1   |
| Bauleitung                 | 5,4   | 3,5   |
| Baukosten im Stufenbereich | 47,3  | 30,8  |
| Baukosten im Rückstauraum  | 24,8  | 16,2  |
| Ufersicherungen unterstrom | 4,5   | 2,9   |
| Maschinelle Ausrüstung     | 26,0  | 16,9  |
| Elektrische Ausrüstung     | 12,8  | 8,3   |
| Werkssiedlungen            | 1,3   | 0,9   |
| Zinsen                     | 16,5  | 10,8  |
|                            | 153,5 | 100,0 |

Die kalkulatorischen Selbstkosten wurden im Jahre 1967 mit rund 3,1 Pfennig je kWh ermittelt. Die ÖBK musste dabei den erzeugten Strom aufgrund der Stromlieferungsverträge zum Selbstkostenpreis an ihre Anteilseigner liefern.

## Wasserführung des Inns
Durch die Inbetriebnahme der Staustufe Passau-Ingling 1965 verlor der Inn in diesem Bereich 90 % seiner früheren Strömungsgeschwindigkeit und bildet seither eine relativ träge Wassermasse. Die Differenz zwischen höchstem Hochwasser und mittlerem Niedrigwasser sank von 14,29 Meter auf 8,31 Meter. Bei Vornbach stieg der Innspiegel um etwa fünf Meter, wodurch Teile der Uferhänge im Wasser verschwanden. 
Die vom Kraftwerk zu erzielende Stromerzeugung ist maßgeblich von der Wasserführung des Inns abhängig, wobei sowohl zu viel als auch zu wenig Wasser nachteilig für die Stromerzeugung ist. Bei einer mittleren Wasserführung von 746 m³/s werden bei einer Fallhöhe von 10,0 m 64,7 MW erzielt. Bei 1140 m³/s wird die Höchstleistung von 86 MW bzw. 86,4 MW erzielt. Die Turbinen müssen aber stillgelegt werden, wenn die verfügbare Fallhöhe unter 2,70 m bzw. 3 m absinkt oder aber, wenn die Wasserführung des Inns 2400 m³/s übersteigt.
Da das Stauziel auf max. 303 m NN festgelegt wurde, um Überschwemmungen von Ortschaften im Rückstaugebiet möglichst zu vermeiden, muss der Wasserspiegel des Oberwassers bereits ab einer Wasserführung von 1200 m³/s abgesenkt werden, bei 2100 m³/s z. B. auf 299 m NN. Bei 3000 m³/s müssen alle fünf Wehröffnungen komplett geöffnet werden. Diese Absenkung des Oberwassers reduziert aber die Fallhöhe und damit die Stromerzeugung.
Gleichzeitig steigt aber auch das Unterwasser, wenn die Wasserführung des Inns zunimmt. Bei einer Wasserführung von 276 m³/s liegt der Wasserspiegel des Unterwassers auf 291,57 m NN, bei 747 m³/s auf 293 m NN, bei 1500 m³/s auf 294,55 m NN und bei 7400 m³/s auf 302,33 m NN. Das Ansteigen des Unterwassers reduziert daher ebenso die Fallhöhe und damit die Stromerzeugung. 7400 m³/s stellen das Katastrophenhochwasser dar.
Die Tabelle zeigt die monatliche Wasserführung des Inns im langjährigen Mittel sowie die monatliche Stromerzeugung:
| Monat     | Abfluss | Erzeugung |
| --------- | ------- | --------- |
| Januar    | 0395    | 27,6      |
| Februar   | 0387    | 24,4      |
| März      | 0465    | 31,6      |
| April     | 0685    | 41,2      |
| Mai       | 1061    | 48,6      |
| Juni      | 1316    | 46,0      |
| Juli      | 1252    | 49,0      |
| August    | 1072    | 52,6      |
| September | 0833    | 45,2      |
| Oktober   | 0574    | 38,0      |
| November  | 0470    | 31,4      |
| Dezember  | 0413    | 28,6      |

1. ↑  Mittelwerte, errechnet aus den Beobachtungen der Jahre 1901 bis 1960 am Pegel Neuhaus: Angaben in m3/s
2. ↑  Mittelwerte, basierend auf einer 50-Jahres-Reihe der Unterwasserstände: Angaben in Mio. kWh
3. ↑  Aufgrund des Fallhöhenmangels und der häufigen Stauregelungen ist im Juni ein Einbruch zu verzeichnen.